# Leuengraben
Das Naturschutzgebiet Leuengraben befindet sich auf dem Gebiet der Gemeinden Grenzach-Wyhlen und Rheinfelden (Baden) im Landkreis Lörrach.

## Kenndaten
Das Naturschutzgebiet wurde mit Verordnung des Regierungspräsidiums Freiburg vom 16. Dezember 1988 ausgewiesen und hat eine Größe von  139,9359 Hektar. Es wird unter der Schutzgebietsnummer 3.167 geführt. Der CDDA-Code für das Naturschutzgebiet lautet 164443  und entspricht der WDPA-ID.

## Lage und Beschreibung
Das Naturschutzgebiet Leuengraben befindet sich auf dem Gebiet der Gemeinde Grenzach-Wyhlen auf der Gemarkung Wyhlen mit   68,9916 ha und der Gemeinde Rheinfelden (Baden) auf der Gemarkung Herten mit 70,9442 ha.
Das Naturschutzgebiet besteht hauptsächlich aus naturnahen Wäldern mit einer großen Vielfalt an unterschiedlichen Standorten und dadurch
verschiedenartigen Biotopen. Es ist Lebensraum für eine Vielzahl seltener Pflanzen- und Tierarten.

## Schutzzweck
Schutzzweck ist die Erhaltung des »Leuengrabens« und seiner Umgebung

1. als Lebensraum für eine Vielzahl seltener Tier- und Pflanzenarten in unterschiedlichen Lebensräumen (vorwiegend naturnahe Wälder);

2. als Gebiet von großem wissenschaftlichen, ökologischen und landeskundlichen Wert.

## Arteninventar
Im Naturschutzgebiet Leunengraben wurden folgende Arten erfasst:
- Höhere Pflanzen/Farne

Aconitum lycoctonum subsp. vulparia (Gelber Eisenhut), Actaea spicata (Christophskraut), Anthericum ramosum (Ästige Graslilie), Aquilegia vulgaris agg. (Artengruppe Gewöhnliche Akelei), Arum maculatum (Aronstab), Aruncus dioicus (Wald-Geißbart), Asarum europaeum (Europäische Haselwurz), Asplenium scolopendrium (Hirschzunge), Asplenium trichomanes (Schwarzstieliger Strichfarn), Asplenium viride (Grüner Strichfarn), Aster amellus (Kalk-Aster), Atropa bella-donna (Tollkirsche), Buxus sempervirens (Immergrüner Buchs), Daphne mezereum (Kellerhals), Epipactis helleborine agg. (Artengruppe Breitblättrige Stendelwurz), Hieracium caespitosum (Wiesen-Habichtskraut), Ilex aquifolium (Gewöhnliche Stechpalme), Lilium martagon (Türkenbund), Listera ovata (Großes Zweiblatt), Melittis melissophyllum (Immenblatt), Monotropa hypopitys (Echter Fichtenspargel), Neottia nidus-avis (Nestwurz), Orchis mascula (Stattliches Knabenkraut), Polystichum aculeatum agg. (Artengruppe Gelappter Schildfarn), Polystichum lonchitis (Lanzen-Schildfarn), Primula elatior (Große Schlüsselblume), Rosa sherardii (Sammet-Rose), Rosa villosa agg. (Artengruppe Apfel-Rose), Salvia glutinosa (Klebriger Salbei), Scilla bifolia (Zweiblättrige Sternhyazinthe), Sorbus aria (Echte Mehlbeere), Sorbus torminalis (Elsbeere), Staphylea pinnata (Pimpernuss), Tamus communis (Schmerwurz), Trifolium rubens (Purpur-Klee), Ulmus glabra (Berg-Ulme), Ulmus laevis (Flatter-Ulme), Vincetoxicum hirundinaria (Schwalbenwurz)
- Reptilien

Podarcis muralis (Mauereidechse)
- Vögel

Accipiter gentilis (Habicht), Milvus migrans (Schwarzmilan), Milvus milvus (Rotmilan), Phylloscopus bonelli (Berglaubsänger)